# Nozay (Loire-Atlantique)
Pour les articles homonymes, voir Nozay.
Nozay est une commune de l'Ouest de la France située dans le département de la Loire-Atlantique en région Pays de la Loire. 
Jusqu'en 1790, date de la création de la commune de Nozay, la paroisse faisait partie de la province de Bretagne (duché de Bretagne jusqu'en 1532), plus particulièrement du Pays nantais, un des pays traditionnels de Bretagne. Sur le plan religieux, la paroisse actuelle fait partie du diocèse de Nantes (circonscription de l'archidiaconé de la Mée).
Territoire rural de 5 770 hectares, Nozay a longtemps vu son économie s'articuler autour de l'agriculture : commerce de bétail et de blé, fabrication artisanale de textile. Au début du XXe siècle, grâce au chemin de fer, l'extraction de pierre de schiste et de minerais de fer et de cassitérite va dynamiser la commune. De nos jours, les sphères d'influence économique de Nantes et de Rennes animent le commerce et l'artisanat local.

## Géographie

Situation de la commune de Nozay dans le département de la Loire-Atlantique.

### Situation et communes limitrophes
Nozay est située dans le Nord du département de la Loire-Atlantique, à 40 km au nord de Nantes et 60 km au sud de Rennes, près de la voie express Nantes-Rennes ; à environ 50 km au nord-est de Saint-Nazaire et 20 km au sud-ouest de Châteaubriant, sur la RN171/D171 (Saint-Nazaire-Laval) ; à environ 30 km à l'est de Redon (Ille-et-Vilaine, à la limite de la Loire-Atlantique) et 30 km au nord-est d'Ancenis (sur la Loire).
Plus localement, Nozay est à environ 10 km au sud de Derval, 10 km au nord-est de Blain, 15 km au nord-ouest de Nort-sur-Erdre.
Les communes limitrophes sont Jans, Marsac-sur-Don, Vay, Puceul, Abbaretz et Treffieux.

### Relief et hydrographie

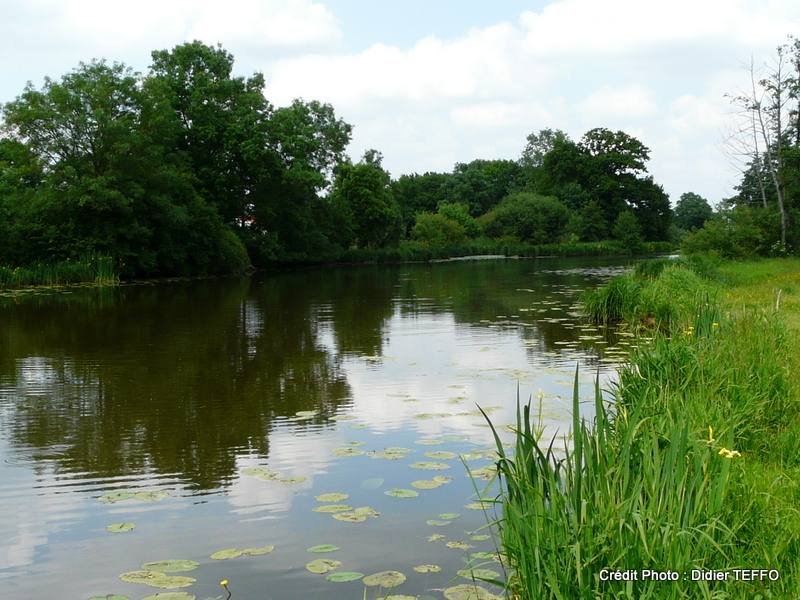
Le Don à Beaujouet.

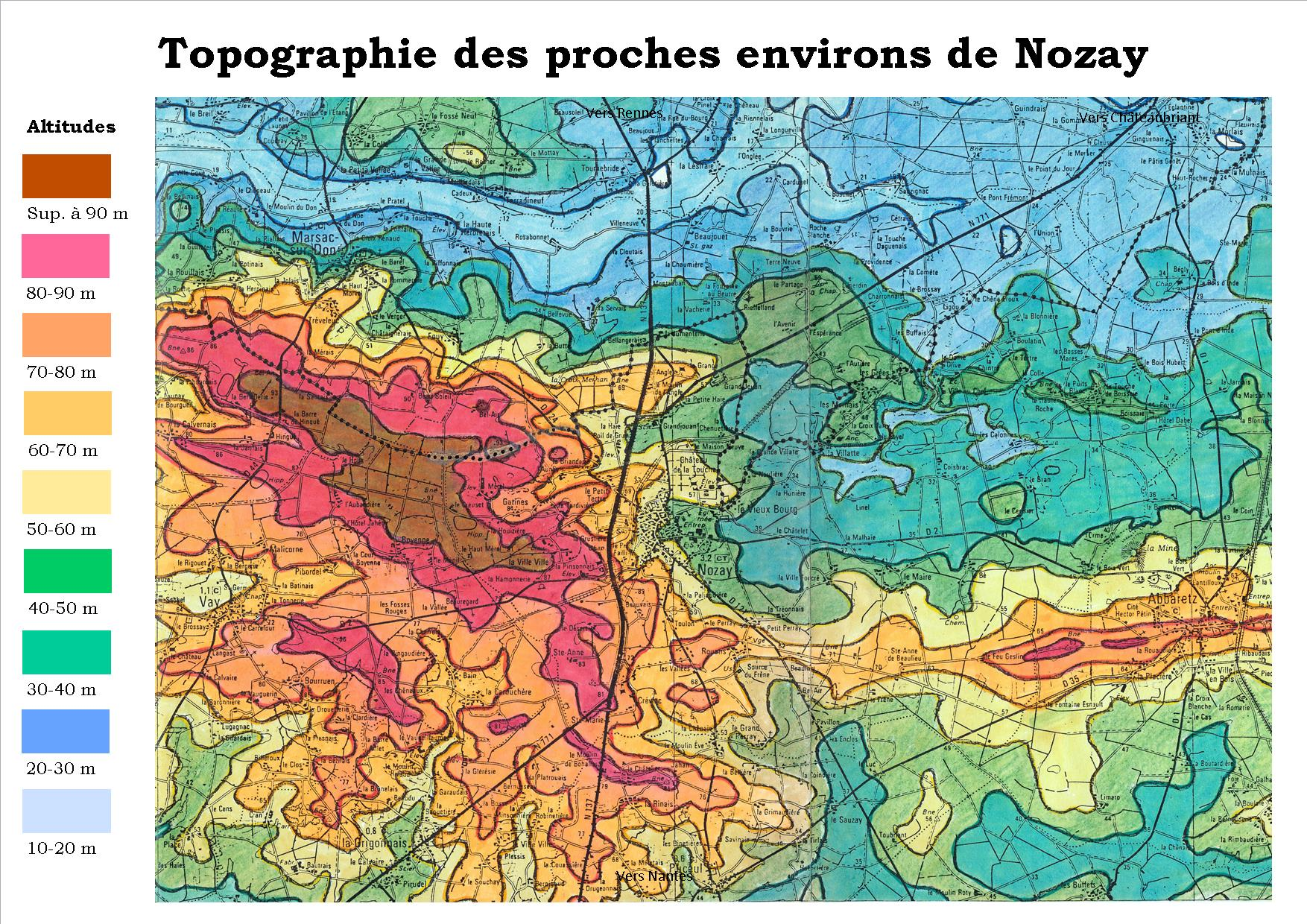
Carte du relief des environs de Nozay.

Le territoire de Nozay s'étale en pente douce vers l'est. On passe ainsi de 91 mètres à l'ouest de la commune au lieu-dit Le Haut-Mérel à 28 mètres au Bois-Hubert à l'est. Si la ville en elle-même (au centre d'une moitié gauche du territoire) et la limite sud de la commune ont une moyenne de 50 mètres, la frontière septentrionale a été érodée par la rivière du Don, qui s'écoule dans des terrains d'une hauteur moyenne de 25 mètres. Le reste du paysage est légèrement vallonné, portant de petites collines, telles la butte de Limerdin ou celle de Moque-souris, constituant les restes de l'axe central des reliefs du Massif armoricain breton.
Le territoire nozéen est irrigué par plusieurs petits ruisseaux. À l'ouest, les rus des Rochettes, de la Briandrie, de Jouvence (lequel traverse la ville) rejoignent les ruisseaux des Hunières et de la Villate. Ces derniers se rejoignent à Ville-au-Chef en compagnie de ceux de la Mare de l'Aune et de Cétrais, venant respectivement de l'est et du sud. Toutes ces confluences prennent le chemin du Don par le ruisseau du Sauzignac. Le Don se jette dans la Vilaine. Au sud-ouest, les ruisseaux de Créviac et de la Source du Fresne se jettent dans un affluent de l’Isac à Puceul.

### Géologie

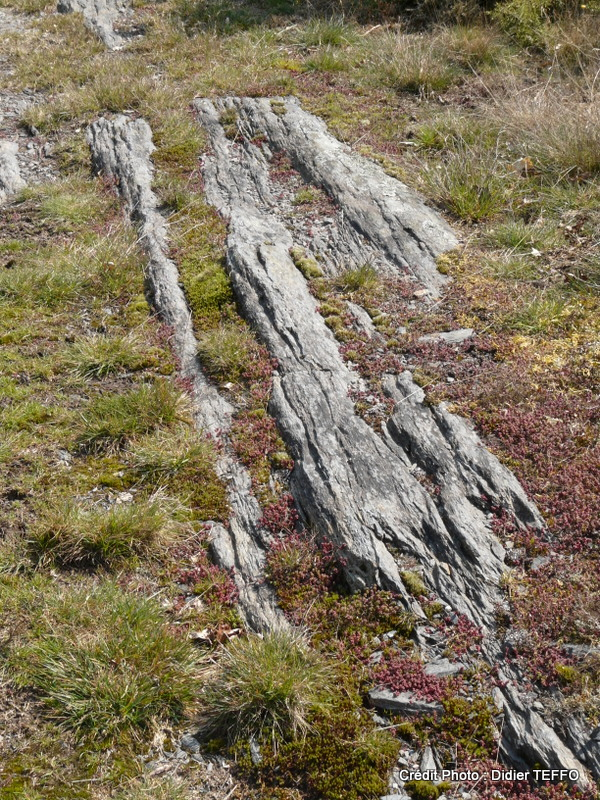
Affleurement de schiste à la Ville-au-chef.

Les sous-sols de la commune font partie de la Bretagne centrale ou domaine centre-armoricain, de formation datée d'environ 370 millions d'années. Ils sont sédimentaires et reposent sur un socle de grès armoricain.
Le sous-sol est presque entièrement formé de différentes sortes de schistes. L'un de ces schistes, de type sub-ardoisier, bleu-noir et relativement dur, contient de la tourmaline ou du mica ; c'est celui que l'on a longtemps appelé « pierre verte », de nos jours « pierre bleue », et largement utilisé pour la construction dans le pays. L'autre, le plus abondant, est un méta-argilite gris-blanc, qui s'altère rapidement en donnant une argile argentée. Un filon de quartz stannifère de 8 kilomètres traverse la commune d'est en ouest. On trouve également une poche de granit au village de Gatine, et un gisement de kaolin au Petit-Perray.

### Climat
Pour des articles plus généraux, voir Climat des Pays de la Loire et Climat de la Loire-Atlantique.
En 2010, le climat de la commune est de type climat océanique altéré, selon une étude du CNRS s'appuyant sur une série de données couvrant la période 1971-2000. En 2020, Météo-France publie une typologie des climats de la France métropolitaine dans laquelle la commune est exposée à un climat océanique et est dans la région climatique  Bretagne orientale et méridionale, Pays nantais, Vendée, caractérisée par une faible pluviométrie en été et une bonne insolation. 
Pour la période 1971-2000, la température annuelle moyenne est de 11,8 °C, avec une amplitude thermique annuelle de 13,5 °C. Le cumul annuel moyen de précipitations est de 775 mm, avec 12 jours de précipitations en janvier et 6,4 jours en juillet. Pour la période 1991-2020, la température moyenne annuelle observée sur la station météorologique de Météo-France la plus proche, sur la commune de Blain à 14 km à vol d'oiseau, est de 12,1 °C et le cumul annuel moyen de précipitations est de 837,6 mm,. Pour l'avenir, les paramètres climatiques de la commune estimés pour 2050 selon différents scénarios d'émission de gaz à effet de serre sont consultables sur un site dédié publié par Météo-France en novembre 2022.

### Agriculture
Le paysage est à dominante rurale, propice à la culture fourragère (herbe) et céréalière (blé), sur la grande partie est de la commune grâce à une bonne qualité des sols. La plupart de ces exploitations agricoles sont spécialisées dans l'élevage bovin et la production laitière.

### Voies de communication et transports

#### Routes
La commune de Nozay est traversée par plusieurs routes nationales ou anciennement nationales :
- la RN 137 à deux fois deux voies reliant Rennes à Nantes, tronçon de la route des Estuaires ;
- la RN 171 (à l'ouest de Nozay)/RD 771 (à l'est) qui relie Laval à Saint-Nazaire par Savenay (où elle devient une quatre voie) d'une part, Châteaubriant, Pouancé, Craon et Cossé-le-Vivien d'autre part.

On trouve aussi des routes plus locales : la D 124 vers Marsac, Conquereuil et Guémené-Penfao ; la D 121 vers Nort-sur-Erdre (puis Ancenis) ; la D 39 vers Puceul, Saffré et Grandchamps-des-Fontaines (non loin de Nantes).
Nozay est par la route à environ 30 minutes de Nantes, 45 min de Rennes et 20 min de Châteaubriant.

#### Transports collectifs
Le réseau d'autocars Aléop, géré par la région des Pays de la Loire, assure des liaisons entre Nozay et d'autres villes de la Loire-Atlantique.
Nozay n'a plus de gare depuis 1970. Construite en 1880, cette gare, située sur la ligne Saint-Nazaire-Châteaubriant-Laval-Paris, était une gare de marchandises et de voyageurs.
Les aéroports les plus proches sont ceux de Rennes (situé au sud-ouest de Rennes, à Saint-Jacques-de-la-Lande) et de Nantes (situé au sud-ouest de Nantes, à Bouguenais).

## Urbanisme

### Typologie
Au 1er janvier 2024, Nozay est catégorisée bourg rural, selon la nouvelle grille communale de densité à sept niveaux définie par l'Insee en 2022.
Elle appartient à l'unité urbaine de Nozay, une unité urbaine monocommunale constituant une ville isolée,. Par ailleurs la commune fait partie de l'aire d'attraction de Nantes, dont elle est une commune de la couronne,. Cette aire, qui regroupe 116 communes, est catégorisée dans les aires de 700 000 habitants ou plus (hors Paris),.

### Occupation des sols
L'occupation des sols de la commune, telle qu'elle ressort de la base de données européenne d’occupation biophysique des sols Corine Land Cover (CLC), est marquée par l'importance des territoires agricoles (88,7 % en 2018), en diminution par rapport à 1990 (91,2 %). La répartition détaillée en 2018 est la suivante : 
terres arables (51,6 %), zones agricoles hétérogènes (26,1 %), prairies (11 %), forêts (4,6 %), espaces verts artificialisés, non agricoles (3,6 %), zones urbanisées (3,1 %). L'évolution de l’occupation des sols de la commune et de ses infrastructures peut être observée sur les différentes représentations cartographiques du territoire : la carte de Cassini (XVIIIe siècle), la carte d'état-major (1820-1866) et les cartes ou photos aériennes de l'IGN pour la période actuelle (1950 à aujourd'hui).

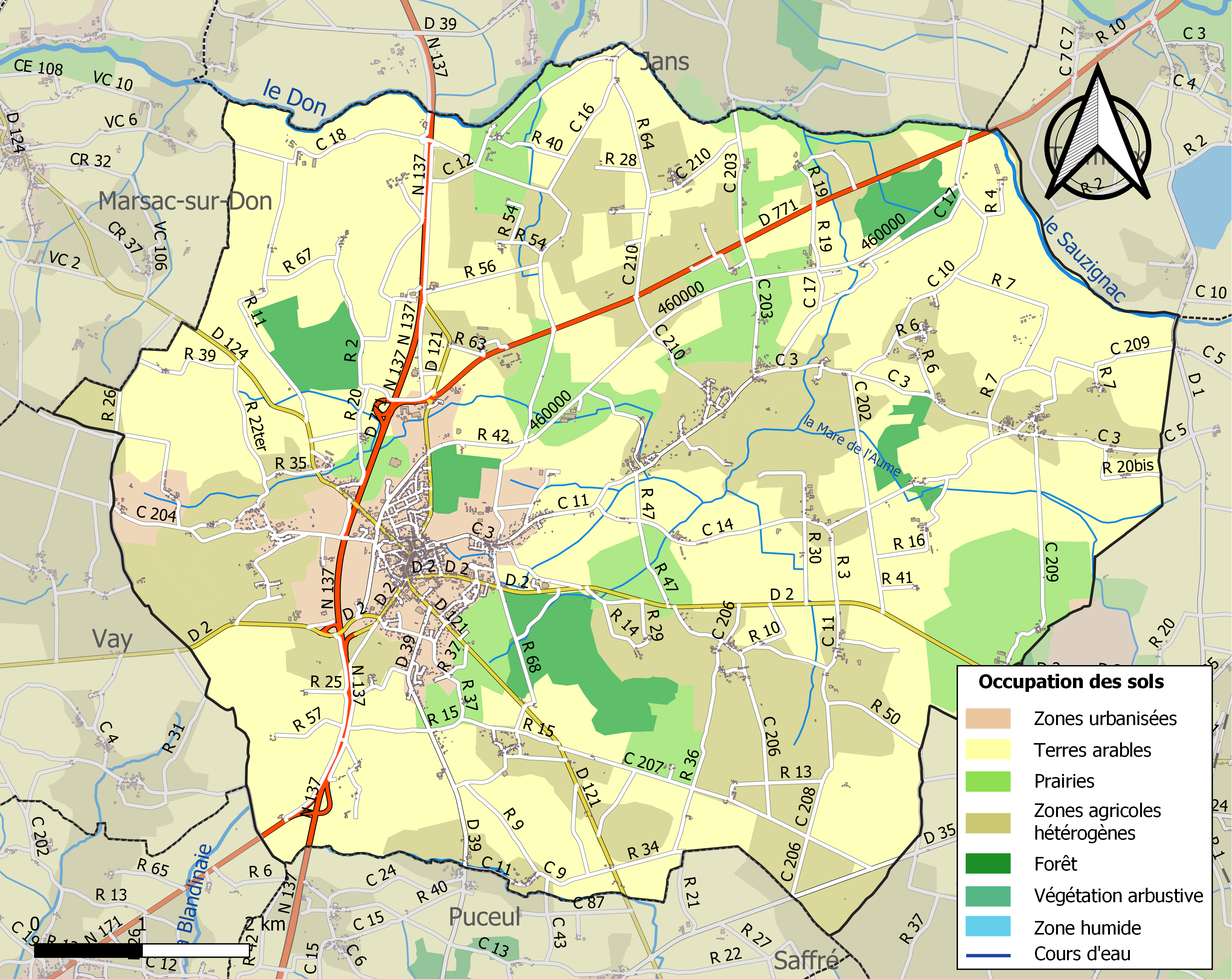
Carte des infrastructures et de l'occupation des sols de la commune en 2018 (CLC).

## Toponymie
Le nom de la localité est attesté sous la forme Noziacum en 1072, et 1123,, Nozeyum en 1145, Nozauym en 1287 et Nouzay en 1453.
Probablement du latin nucetum « lieu planté de noyers » (comprendre gallo-roman NUCETU), basé sur nux « noix », devenu NUC- + suffixe -ETU, devenu -ei, -oi en langue d'oïl, -iacum doit être une fausse latinisation de l'ancien suffixe d'oïl -ei, -oi (< latin -etum).
Nozay possède un nom en gallo, la langue d'oïl locale, écrit Nozai selon l'écriture ABCD, ou Nôzaï ou Nôza selon l'écriture MOGA. Ces deux graphies reflètent les deux variantes relevées : [nozaj] et [noza].
La forme bretonne proposée par l'Office public de la langue bretonne est Nozieg.

## Histoire

### Préhistoire et Antiquité
L'occupation du territoire nozéen dès la Préhistoire est attestée par la présence du menhir de Couëbrac et par la découverte de plusieurs haches de pierre polie.
À l'époque de l'Empire romain, le territoire de Nozay fait partie de la cité des Namnètes, dont le chef-lieu est Condevicnum (Nantes) ; la localité la plus proche attestée à cette époque se trouve sur le site de Blain (son nom antique n'est pas connu), où passent deux routes notables (de Nantes à Vannes, chef-lieu des Vénètes, et de Nantes à Rennes, chef-lieu des Riedones). 
Durant cette période, on a fabriqué de 6 000  à   9 000 tonnes de bronze, près de l'ancienne mine d'Abbaretz d'exploitation de cassitérite et celle de Nozay. Vers -1200, -725, des hommes avaient déjà exploité ce sol pour la fabrication du bronze et vers -150, les Vénètes, venus par les côtes atlantiques proches, faisaient du commerce avec les Grecs et les Carthaginois.
La découverte au XIXe siècle d'un torque en or et de monnaies romaines affirme l'activité des Gaulois, puis des Gallo-romains dans l'Antiquité, notamment celle de petits ateliers d'extraction et de travail de minerai d'étain et de fer.

### Haut Moyen Âge: apparition du premier bourg de Nozay
À la suite de l'évangélisation du pays nantais à la fin de l'Antiquité et au début du Moyen Âge, une communauté chrétienne se fixe sur un site qui deviendra le premier bourg de Nozay, nommé de nos jours « le Vieux-Bourg ». Les sépultures d'un cimetière mérovingien y ont été découvertes au XIXe siècle.

### Moyen Âge
Le nom actuel de la commune apparait pour la première fois en 1123, sous la forme latine Noziacum. La paroisse fait alors partie des biens des évêques de Nantes depuis au moins 986. Elle est donnée par la suite, parmi de nombreuses autres terres, à des nobles du pays nantais, afin de gagner leur appui dans les luttes entre évêques et comtes de Nantes.

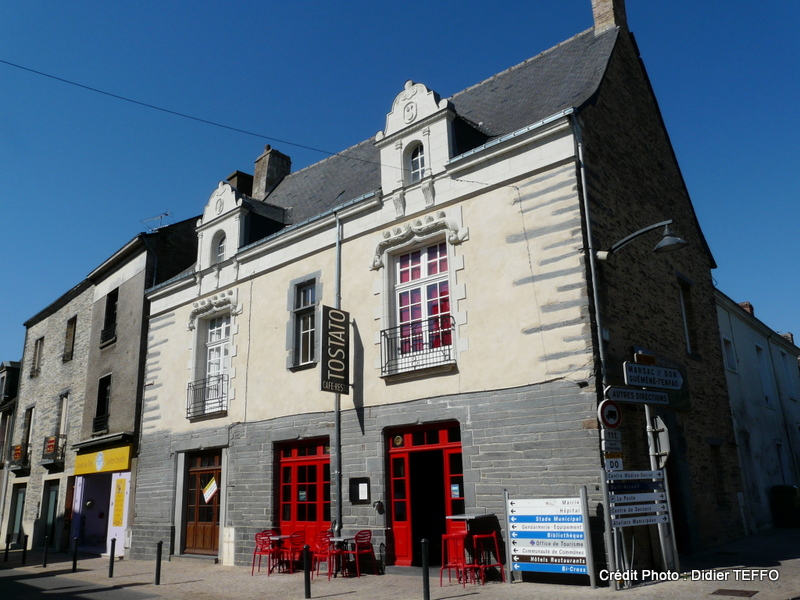
Hôtel du Grand Monarque.

Au Moyen Âge, la plus grande partie de la paroisse de Nozay appartient à plusieurs petites seigneuries (dont la Croix-Merhan, Rozabonnet, Peret, la Touche, etc.), toutes vassales du seigneur de Nozay. Du XIIe  au  XIVe siècle, les seigneurs de Nozay sont les membres de la famille Le Bœuf, puis du XIVe  au  XVe siècle de la famille de Rieux. En ville, prospère une communauté de bourgeois et de marchands, qui se fait bâtir de nombreux hôtels en pierre de taille, alors que l'église Saint-Pierre-aux-Liens du Vieux-Bourg s'agrandit successivement, au rythme de l'accroissement de la population.

### Époque moderne (1492-1789)
À l'époque moderne, Nozay est marquée par le développement de la seigneurie de la Touche, qui sous l'influence première de Pierre Piraud, secrétaire du baron de Châteaubriant, rachète au XVIe siècle de nombreuses petites seigneuries nozéennes, et se constitue un domaine rassemblant une grande partie de la paroisse. Il reste cependant toujours vassal de la seigneurie de Nozay, qui elle, passe en 1532 aux mains des familles de Montmorency, puis de Bourbon-Condé en 1632, toutes deux barons de Châteaubriant. Économiquement, à la fin du XVIIe siècle, Nozay est réputée pour ses tanneries, ses fabriques d'étoffes, et ses foires.
Le règlement du 22 mai 1736 évoque des toiles dénommées "beurières", tissées dans les régions de Nozay et de Fougeray.

### Époque contemporaine (depuis 1789)
En 1790, au début de la Révolution française, la paroisse de Nozay devient une commune du département de la Loire-Inférieure, ayant le statut de chef-lieu de canton et faisant partie du district de Blain. Après la suppression des districts en 1795 (constitution de l'An III), le Premier Consul Napoléon Bonaparte crée en 1800 une nouvelle circonscription : les arrondissements (sous-préfectures). Le canton de Nozay est rattaché à l'arrondissement de Châteaubriant, alors que le canton de Blain est rattaché à celui de Savenay.
À partir de 1793, le Nord de la Loire-Inférieure est marqué par la rébellion des Chouans contre la Première République et par le passage de l'armée des insurgés vendéens à la fin de l'année 1793, prélude à la bataille de Savenay, victoire écrasante des troupes républicaines.
À partir de 1830, l'histoire locale est fortement marquée par l'agronome alsacien Jules Rieffel, fondateur de l'école nationale d'agriculture de Grand-Jouan.
En 1882, Louis Davy redécouvre la cassitérite (oxyde d'étain) dans la région d'Abbaretz et Nozay. Mais ce n'est qu'en 1920 que la Société nantaise des minerais (SNMO) ouvre un puits qu'elle referme en 1926, puis rouvre en 1952 et referme en 1957. Elle emploiera jusqu'à 350 mineurs.
Après 1900, Nozay est connue pour ses carrières d'où l'on extrait du schiste appelé « pierre bleue », et du minerai de fer et d'étain. En raison des deux guerres mondiales et de la désertification des campagnes, la population va progressivement décliner. 
Elle recommence à croître à partir de 1990 pour atteindre de nos jours environ 4 000 habitants.

### Liste des seigneurs de Nozay

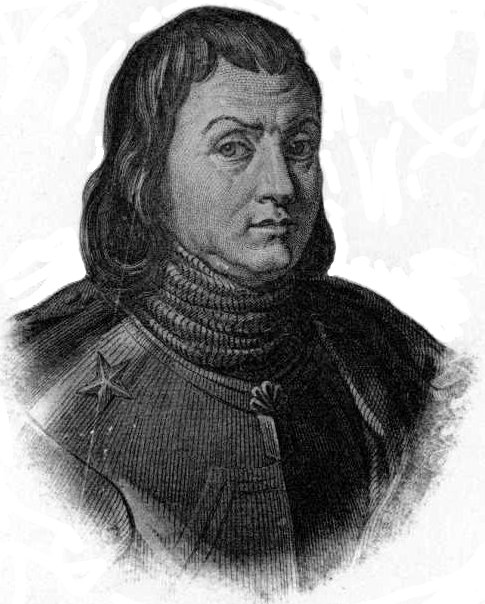
Jean II de Rieux (1342-1417)
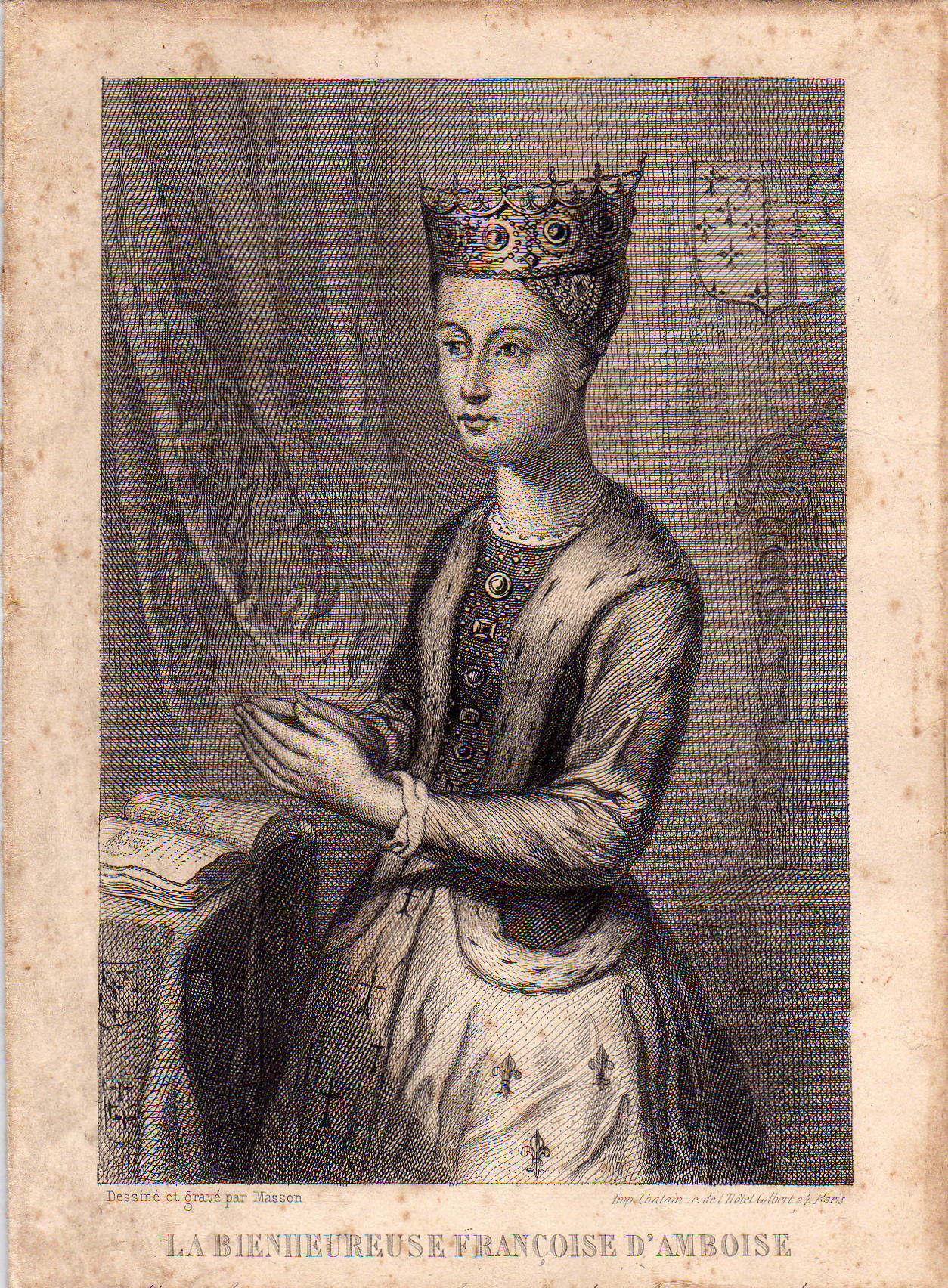
Françoise d'Amboise (1427-1485)
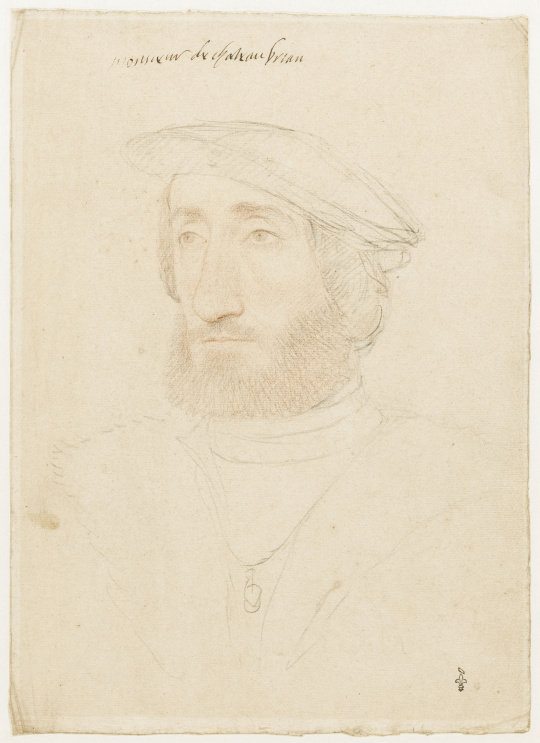
Jean de Montfort-Laval (1486-1543)
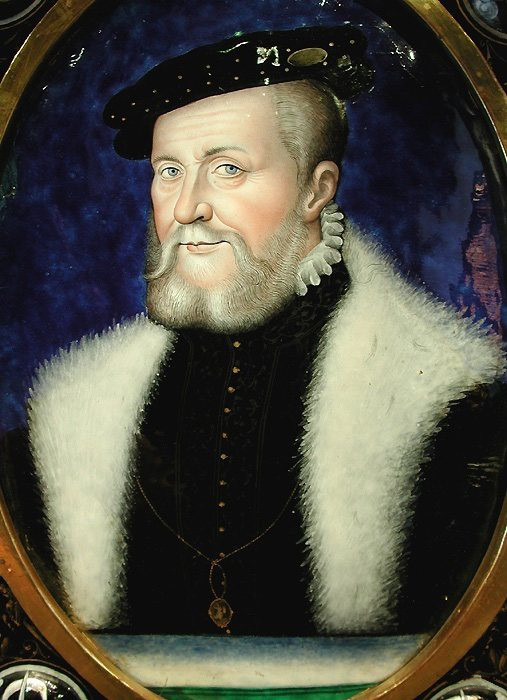
Anne de Montmorency (1493-1567)
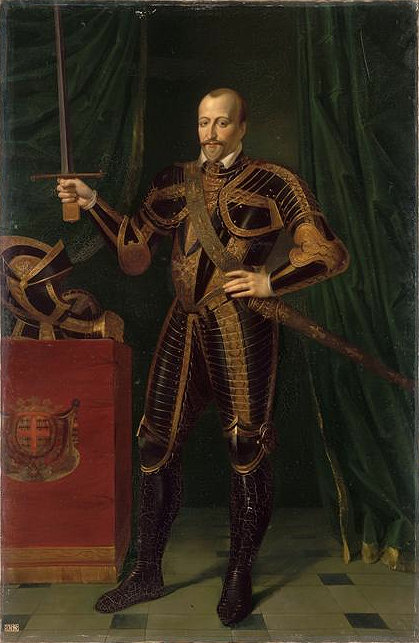
Henri Ier de Montmorency (1534-1614)
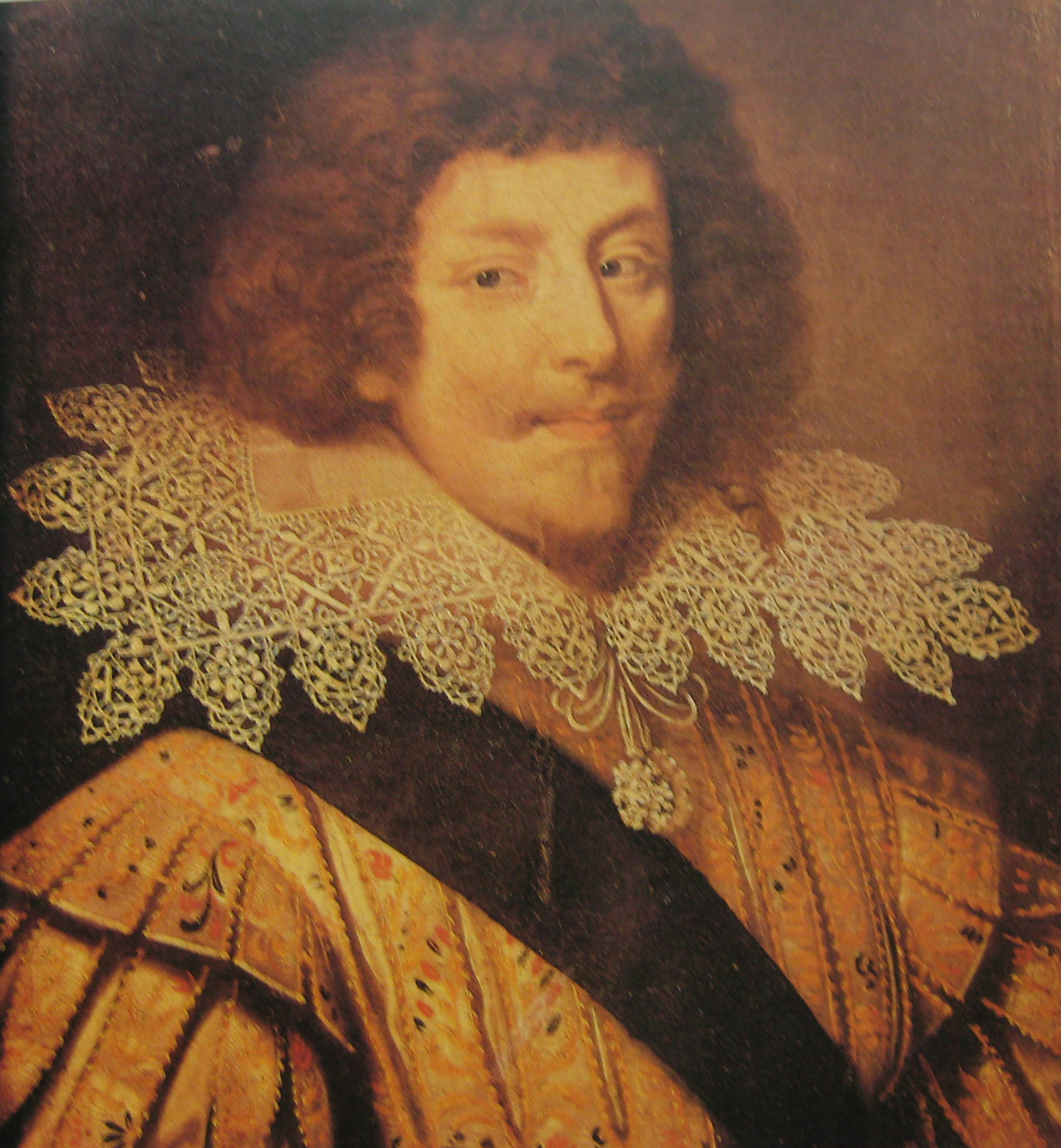
Henri II de Montmorency (1595-1632)
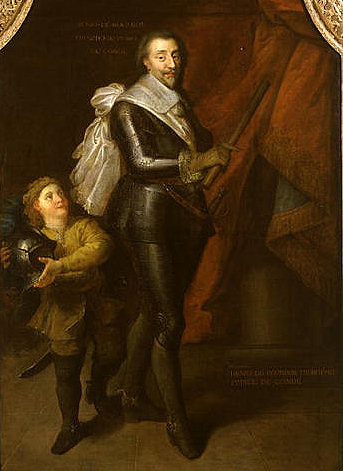
Henri II de Bourbon-Condé (1588-1646)
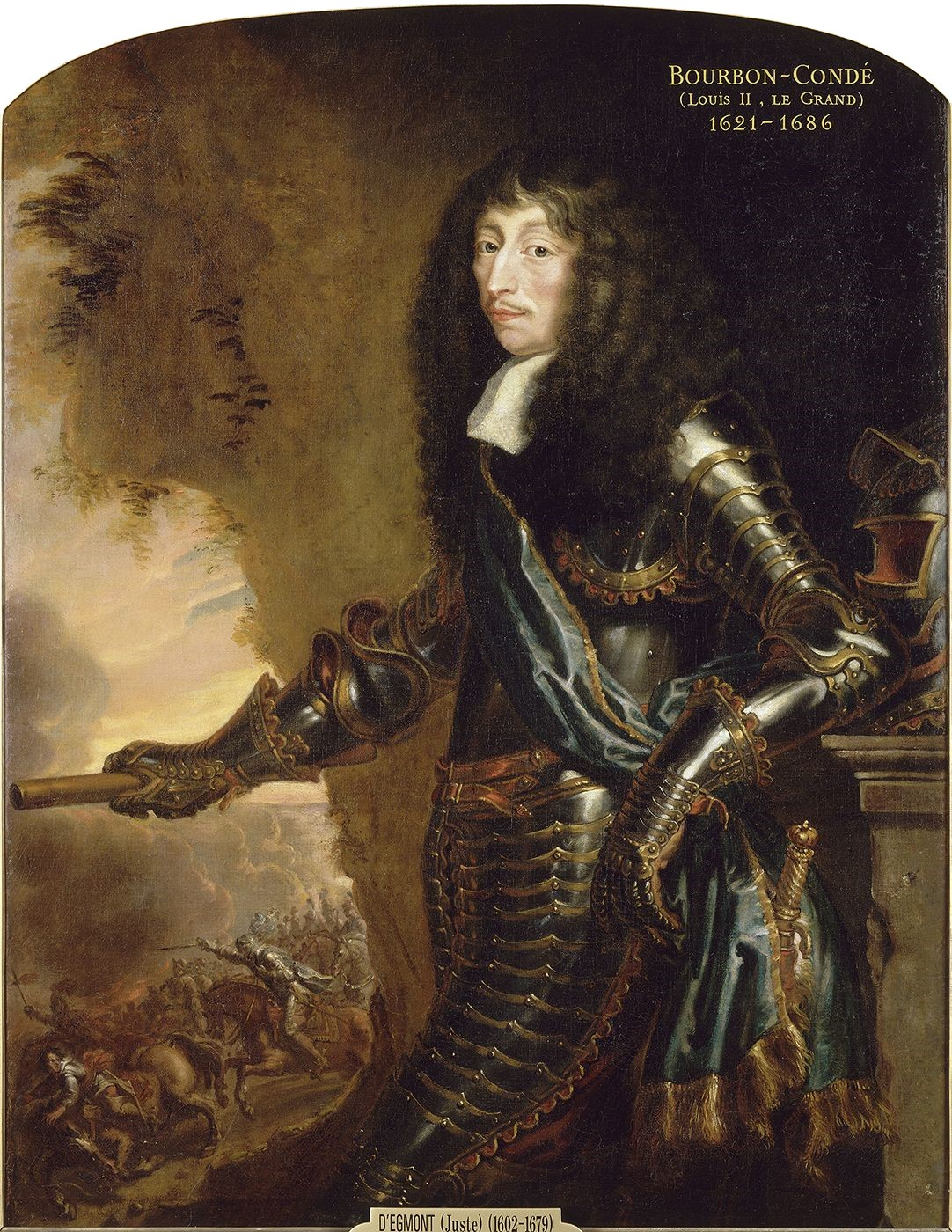
Louis II de Bourbon-Condé (1621-1686)
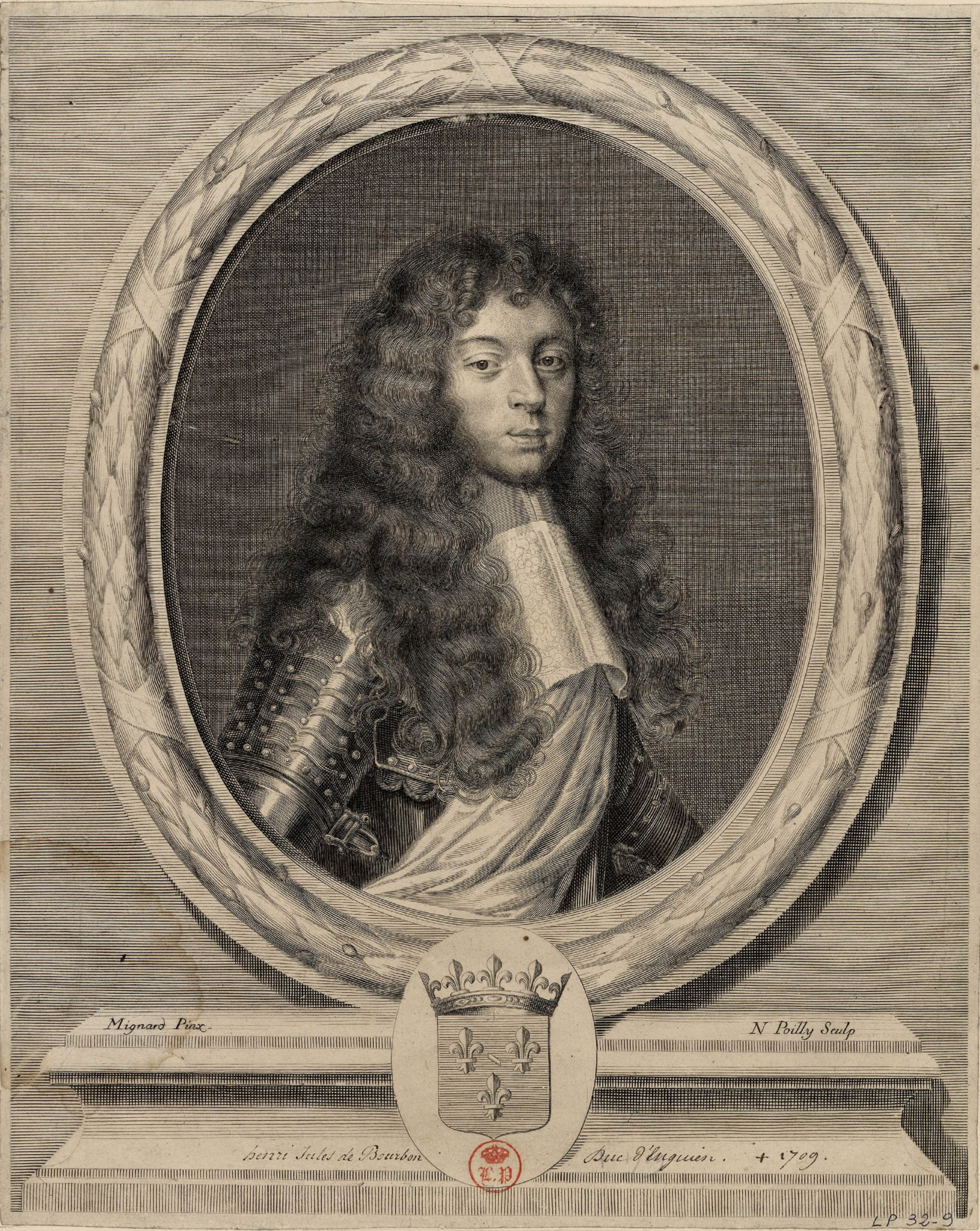
Henri-Jules de Bourbon-Condé (1643-1709)
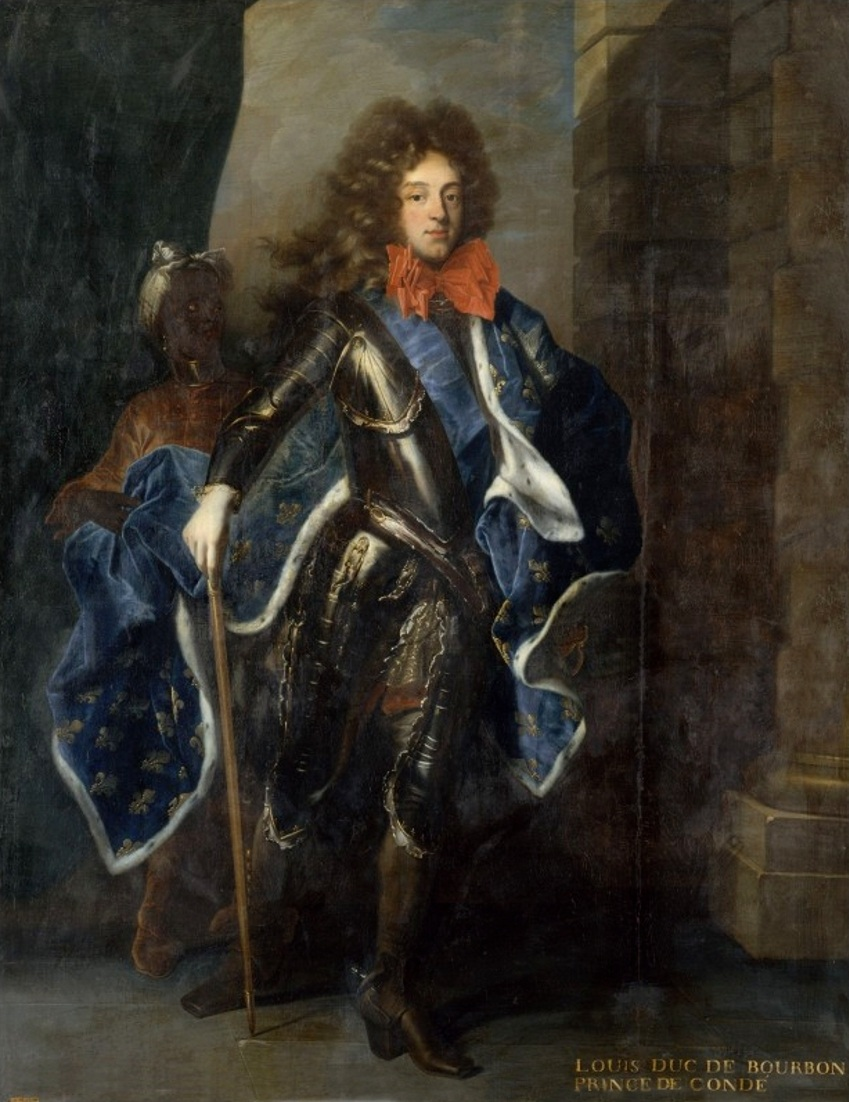
Louis III de Bourbon-Condé (1668-1710)
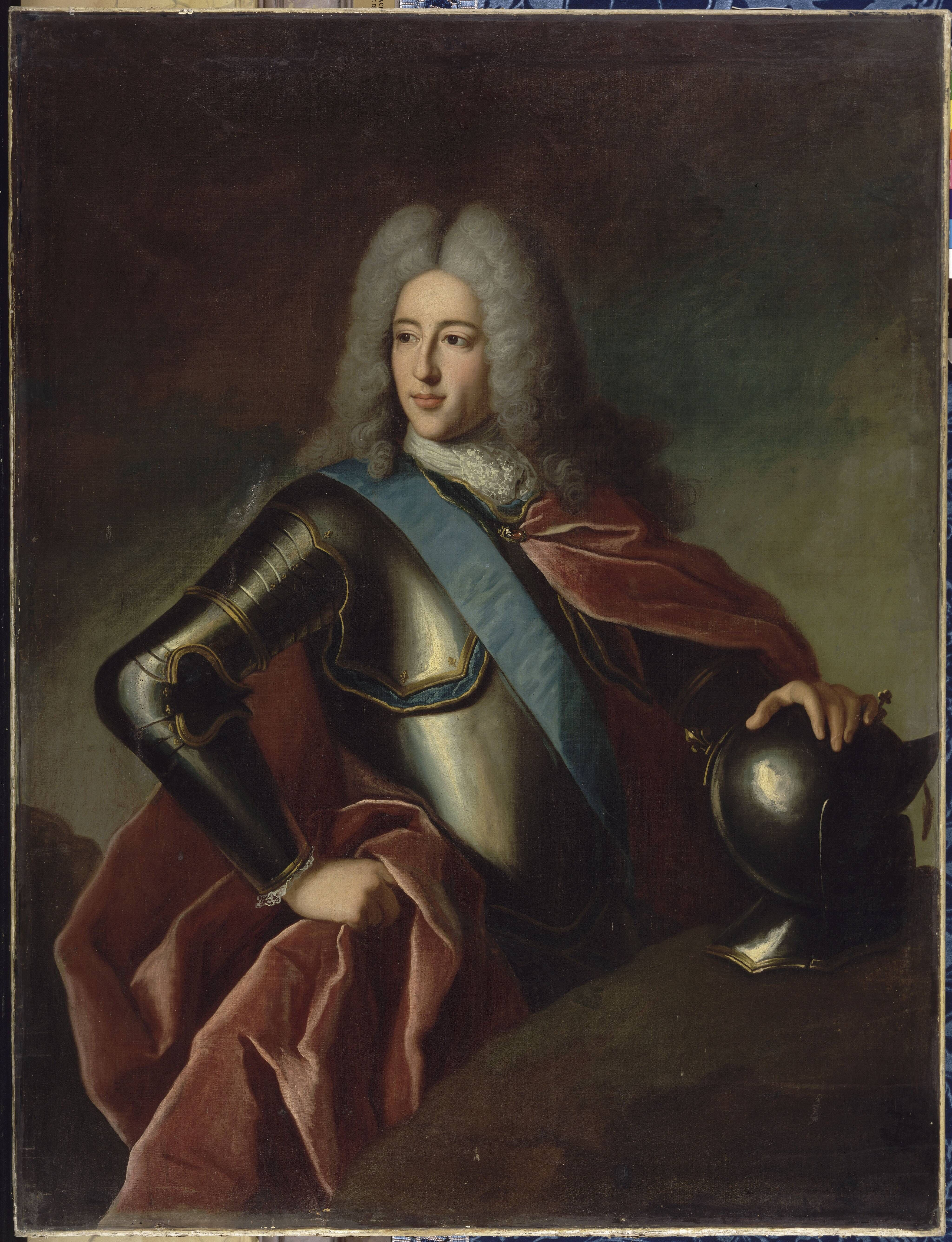
Louis IV Henri de Bourbon-Condé (1692-1740)
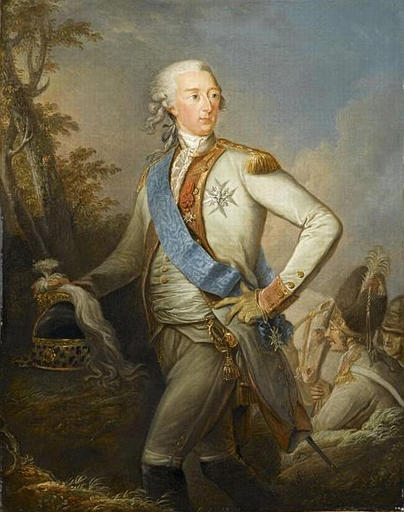
Louis V Joseph de Bourbon-Condé (1736-1818)

### Héraldique
| Blason | Blasonnement : De gueules à la croix d'or cantonnée de quatre lionceaux du même. Commentaires : Armes de la famille de Nozay (Armorial de Guy Le Borgne – 1668). Blason (délibération municipale du 8 novembre 1971) enregistré le 19 juillet 1972. |

Jusqu'en 1971, la commune de Nozay ne possédait pas d'armoiries. En septembre 1971, le Comité d'Héraldique Urbaine en prit conscience lors de la préparation de la publication du premier recueil des armoiries officielles de la Loire-Atlantique. La commune chargea donc les Archives départementales d'effectuer des recherches. La référence à la famille de "Nozay", dont les armoiries sont : de gueules à la croix d'or, cantonné de 4 lionceaux de même, fut choisie. Le conseil municipal de Nozay vota l'adoption de ces armoiries le 8 novembre 1971, armoiries enregistrées ensuite le 19 juillet 1972 par la Commission d'héraldique urbaine.
Mais en réalité, et malgré l'homonymie, les membres de la famille de Nozay, qui furent seigneurs de Villemort et de Lyé en Poitou, n'ont jamais possédé aucune terre à Nozay. On considère comme premier seigneur de Nozay Briant Le Bœuf, seigneur des terres de Nozay, d'Issé et de Fougeray au XIIIe siècle. Les armoiries des Le Bœuf, de gueules à un bœuf passant, regardant d'or, la queue entre les jambes remontant en pal et fourchée, sont aujourd'hui celles de la commune d'Issé, et apparaissent sur celles de Grand-Fougeray.

## Patrimoine

### Patrimoine civil
La commune compte trois monuments historiques :
- le menhir de Couëbrac ou de Coisbrac, datant du Néolithique, classé par arrêté du 20 octobre 1928[33] ;
- le château de la Touche, situé au Vieux-Bourg, dont les communs sont inscrits par arrêté du 13 octobre 1988[34] ;
- l'église Saint-Pierre-aux-Liens du Vieux-Bourg, ancienne église paroissiale de Nozay édifiée entre le XIIe siècle et le XVIe siècle, et classée par arrêté du 26 janvier 1989[35].

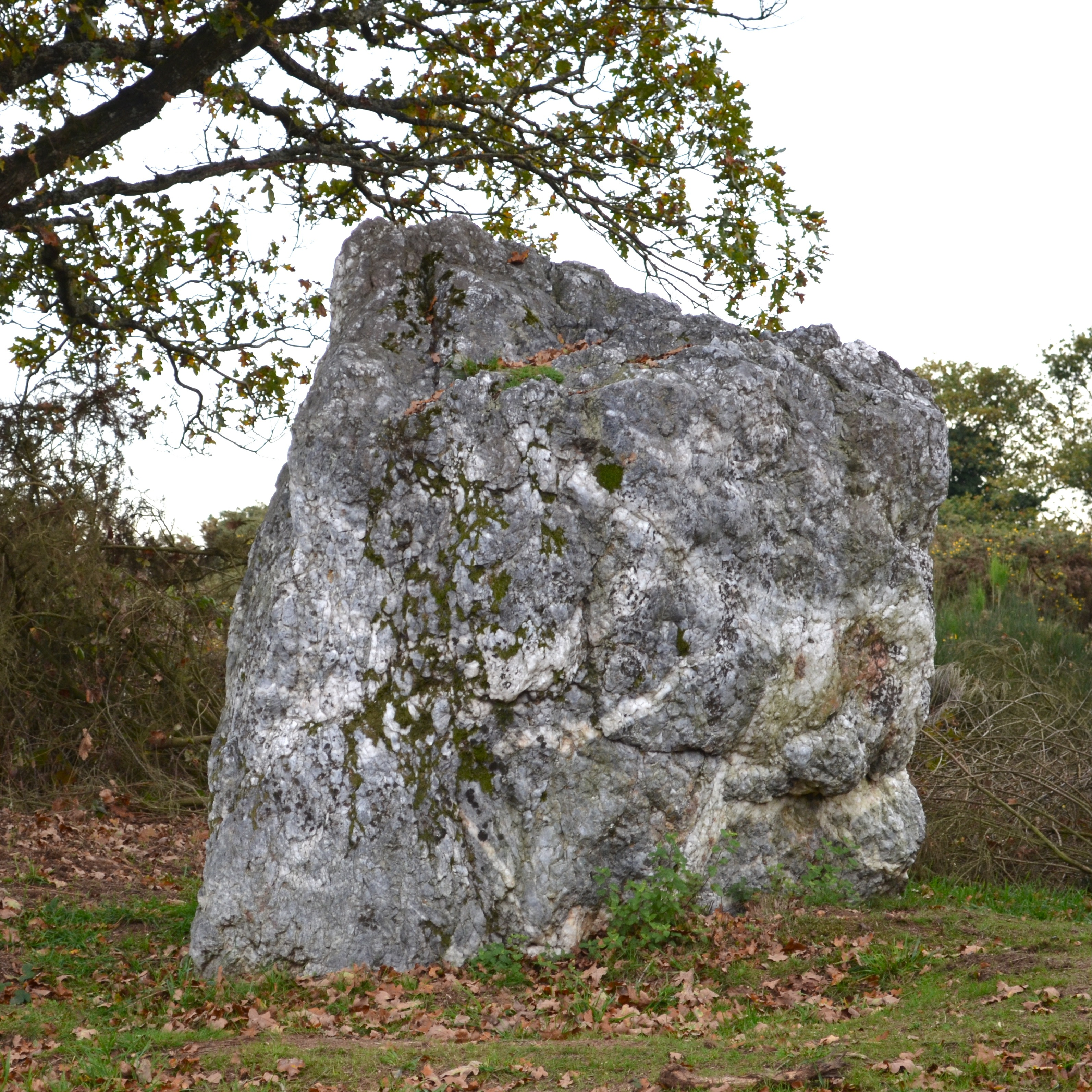
Menhir de Couëbrac.
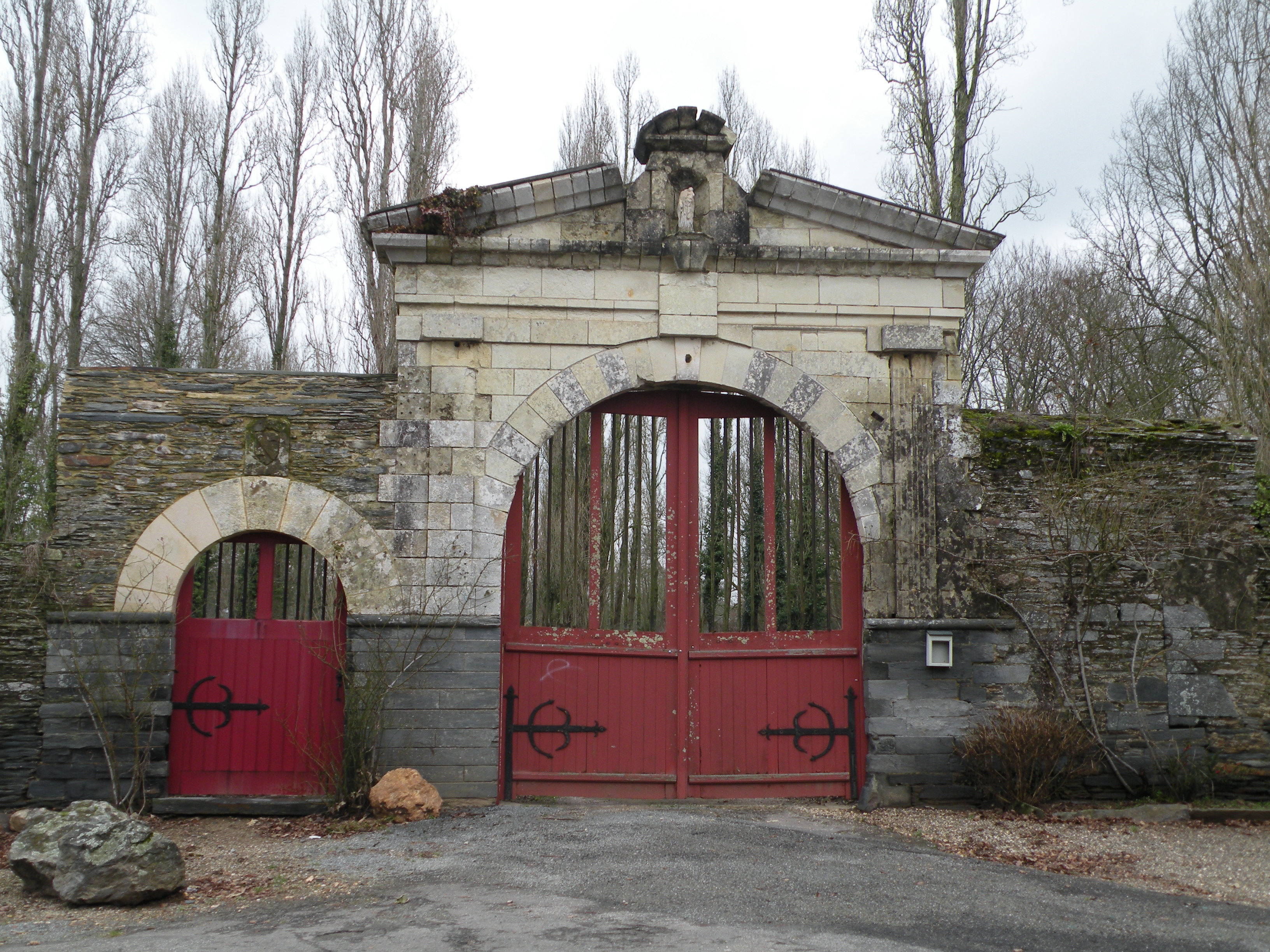
Portail du château de la Touche.
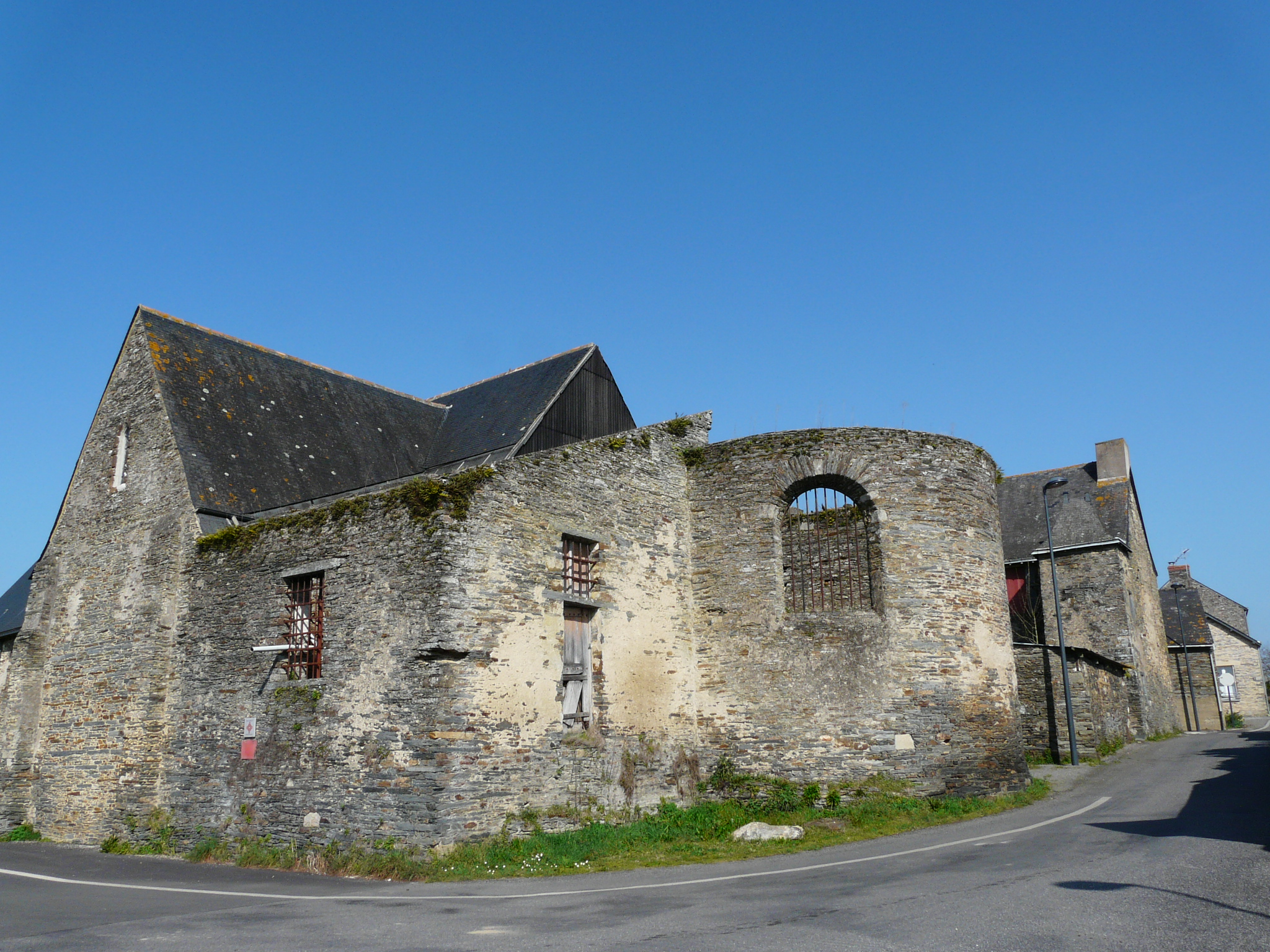
Chevet de l'ancienne église Saint-Pierre-aux-Liens du Vieux-Bourg.
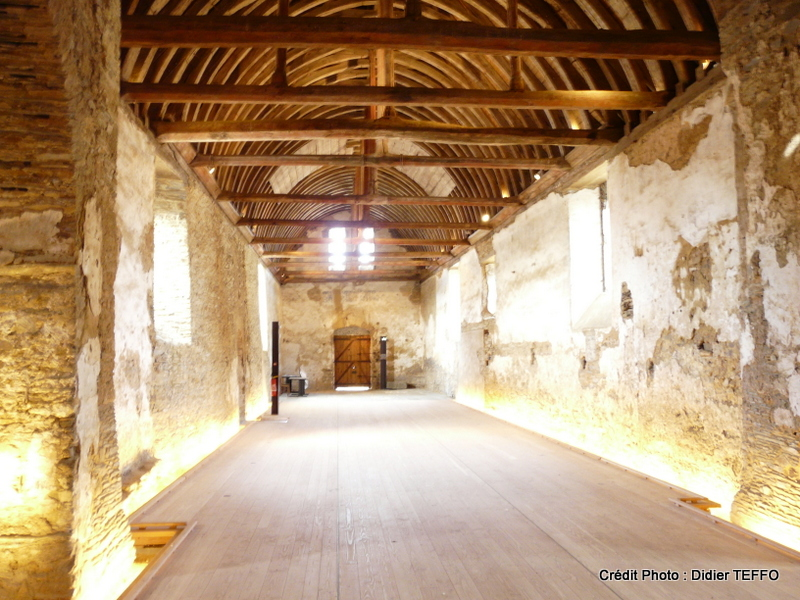
Intérieur de l'ancienne église Saint-Pierre-aux-Liens du Vieux-Bourg.
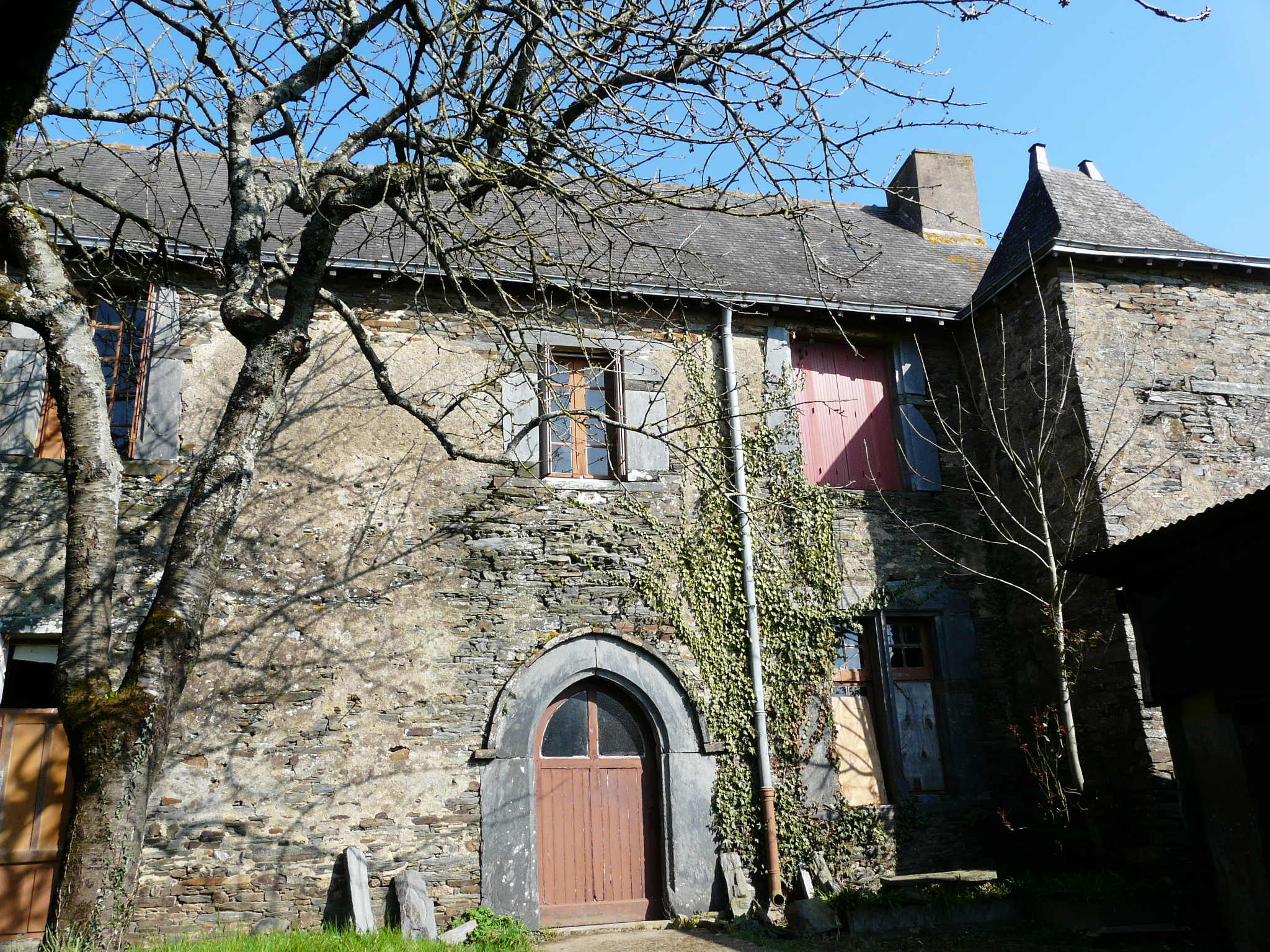
Ancienne cure du XVIe siècle.
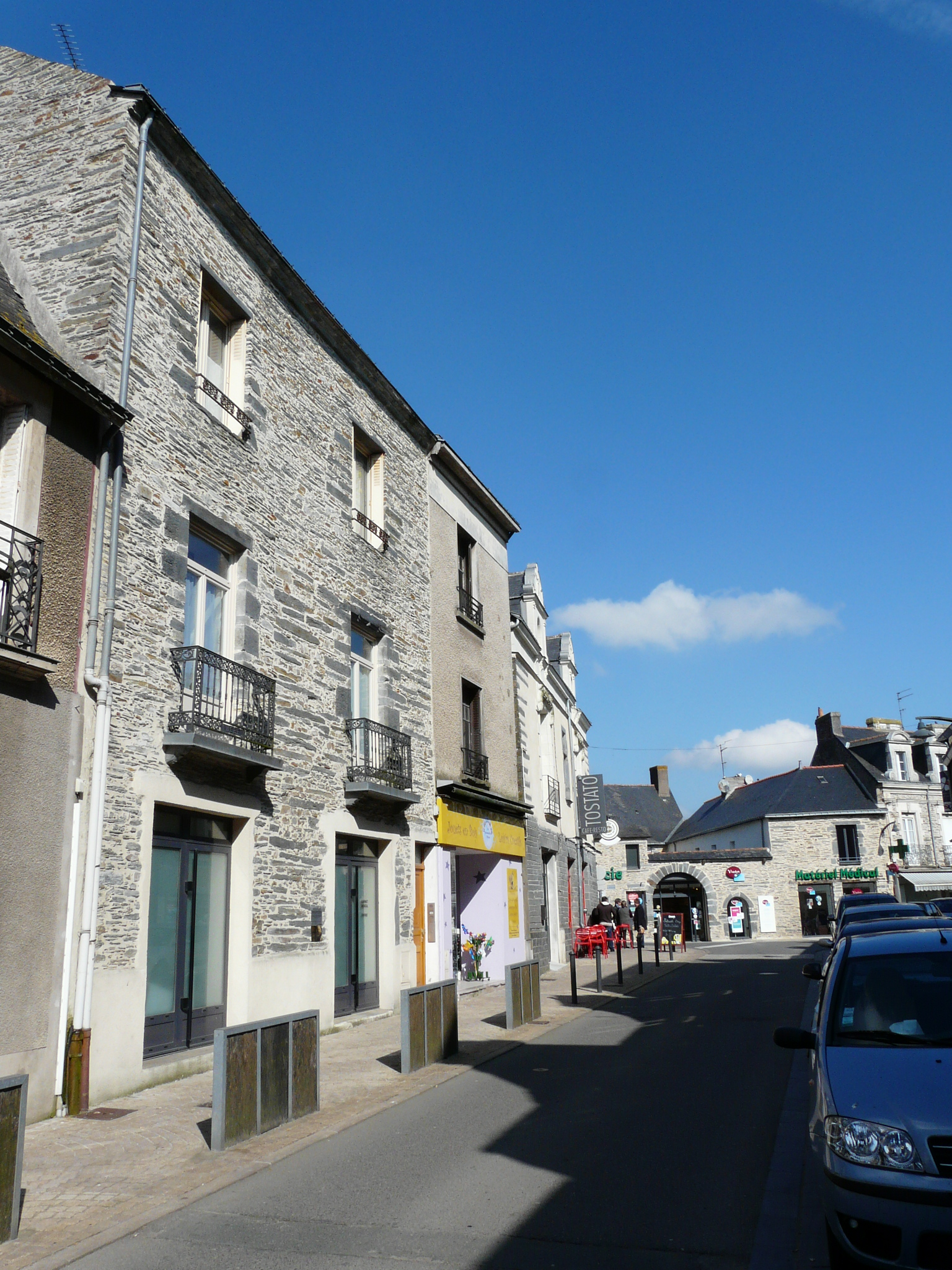
Rue A. Letourneau.

Nozay possède en outre un patrimoine bâti très riche :
- une douzaine de manoirs datés du XVe au XVIIe siècle, disséminés dans la campagne nozéenne ;
- plusieurs châteaux : La Touche, La Pinsonnais, L'Angle, Rieffeland, GrandJouan, la Blanchardière, Créviac ;
- les rues Alexis Letourneau et rue Saint Jean, qui cachent derrière leurs façades des logis pour la plupart des XVIe et XVIIe siècles, avec tourelles d'escalier en pierre et pigeonniers ;
- plusieurs anciennes carrières d'extraction de schiste, dont celle réhabilitée de la carrière du Parc[36] ;
- un petit patrimoine composé de puits, fours à pain, haies de palis en schiste bleu.

### Patrimoine religieux
Outre l'église Saint-Pierre-aux-Liens, réalisée par l'architecte Bougoin au XIXe siècle, Nozay porte un petit patrimoine religieux d'intérêt tels de nombreux calvaires, chapelles (Limerdin, Guerry), ou tombeaux et caveaux sculptés du cimetière local.

#### La chapelle de Limerdin
La chapelle a été construite en 1840 par Jules Rieffel. La chapelle a d'abord servi pour aux élèves et aux employés de l'école d'agriculture qui se trouvait sur le domaine de Grandjouan et que Jules Rieffel dirigeait. La chapelle est également un lieu de sépulture. Une campagne de financement participatif est lancée en 2019 pour restaurer la chapelle.

### Légendes locales
Il existe plusieurs légendes traditionnelles sur Nozay. La plus connue est sans doute celle de la « légende de la Croix-Merhan » : l'histoire du fermier de la Croix-Merhan, qui jadis, pour débarrasser ses terres des serpents qui les infestaient, fit appel à un sorcier ; mais qui ne respectant pas le contrat passé avec lui, mourut sous les crocs d'un serpent.

### Personnalités liées à la commune

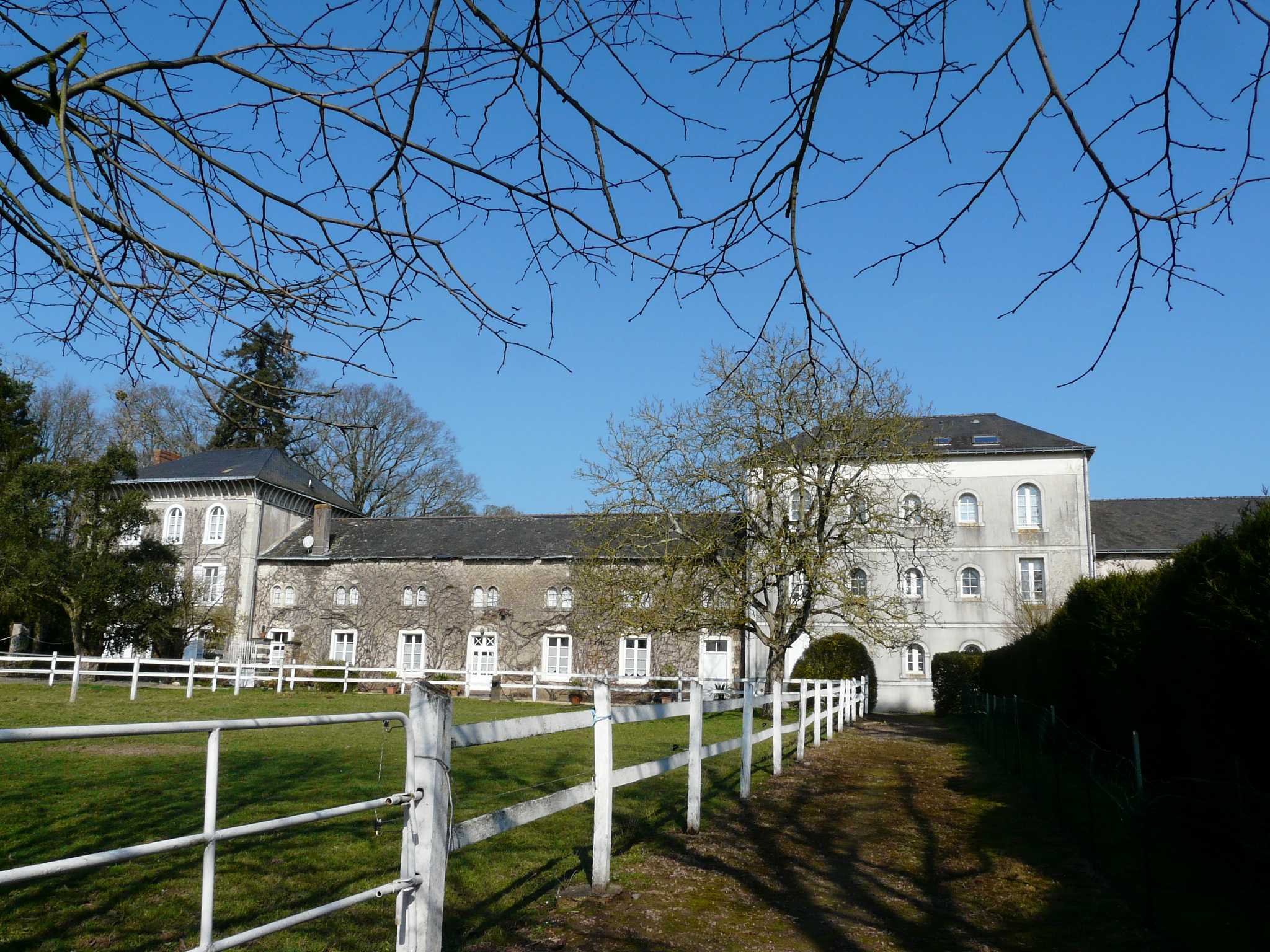
Ancienne école d'agriculture de Grand-Jouan.

- Pierre de Cornulier de la Touche (-1588), maire de Nantes.
- Claude de Cornulier (1568-1645), maire de Nantes.
- Claude de Cornulier (1633-1700), président à mortier au Parlement de Bretagne, conseiller de Louis XIV au Grand Conseil.
- Chrétien-Charles Haëntjens (1790-1836), agronome, acquiert le domaine de Grand-Jouan.
- Jules Rieffel (1806-1886), ingénieur agronome, fondateur de l'école d'agriculture de Grand-Jouan à Nozay, est mort à Nozay.
- Amédée Guillotin de Corson (1837-1905), historien, spécialiste de l'histoire de la Bretagne, est né à Nozay.
- Jean Fréour (1919-2010), sculpteur, à qui l'on doit le grand calvaire en schiste sculpté de Créviac, réalisé en 1946.
- Raffig Tullou (1909-1990), sculpteur, auteur en 1970 d'un très original encadrement de porte en schiste taillé et sculpté, installé sur le pignon de l'hôtel du Grand Monarque à Nozay.

## Politique et administration
La commune de Nozay (ancien chef-lieu du canton de Nozay) fait partie du canton de Guémené-Penfao, composante de la sixième circonscription de la Loire-Atlantique, dans la région des Pays de la Loire.

### Tendances politiques et résultats
Le décompte des votes du 1er tour de l'élection présidentielle 2012 a révélé à Nozay un taux d'abstention de 14,46 %, très en dessous du taux national. Les électeurs nozéens ont principalement voté pour François Hollande (29,84 %), Nicolas Sarkozy (29,66 %), Marine Le Pen (13,46 %), François Bayrou (12,06 %) et Jean-Luc Mélenchon (8,46 %). François Hollande obtient un score un peu supérieur au niveau national, Nicolas Sarkozy 2,5 % de moins. Cette tendance se confirme au second tour, car pour une abstention toujours inférieure à celle du pays entier, Nozay vote majoritairement pour François Hollande (52,49 %), devant Nicolas Sarkozy (47,51 %).
Le député de la circonscription législative dont dépend Nozay est Yves Daniel (du Parti socialiste), élu lors des élections législatives de 2012. Les conseillers départementaux du canton sont, depuis mars 2015, Anne-Sophie Douet et Yannick Bigaud (Union de la Droite), élus avec 50,05 % des voix devant Viviane Lopez et Gilles Philippot (DVG), ce dernier conseiller général sortant.

### Administration municipale

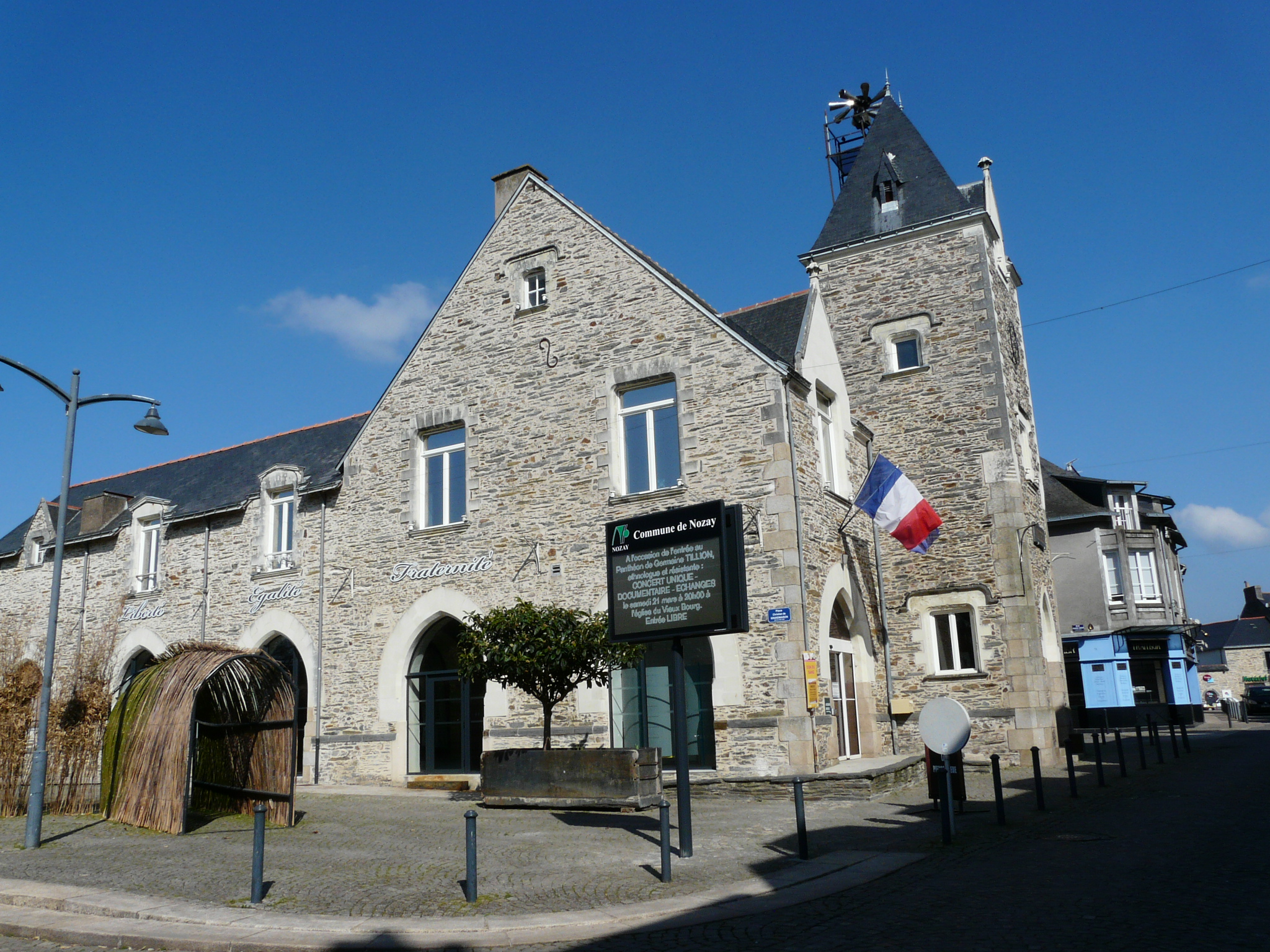
Mairie de Nozay.

Le conseil municipal compte 27 élus. Le maire, Jean-Claude Provost, est entouré de 7 adjoints. Parmi les autres conseillers municipaux, 15 font partie de la majorité et 4 de l'opposition. Tous ces élus se répartissent le travail au sein d'une douzaine de commissions et délégations.

### Maires de Nozay
| Période      | Période                      | Identité                             | Étiquette | Qualité |
| ------------ | ---------------------------- | ------------------------------------ | --------- | --- |
| octobre 1944 | janvier 1970                 | Joseph Ferré (1901-1982)             | UDSR      | Ingénieur agronome et exploitant agricole, syndicaliste Conseiller général de Nozay (1945 → 1951) Démissionnaire |
| février 1970 | mars 1989                    | Jean Guyon (1934-2003)               | DVD       | Arboriculteur Conseiller régional des Pays de la Loire (1973 → 1998) Conseiller général de Nozay (1970 → 2003) Président du SIVOM de la Région de Nozay (1977 → 1989) Suppléant du député Xavier Hunault (1973 → 1986) |
| mars 1989    | juin 1995                    | Paul Lognoné (1934-2017)             | DVG       | Médecin généraliste Vice-président du SIVOM de la Région de Nozay |
| juin 1995    | juin 2004                    | Christian de Grandmaison (1936-2004) | UDF       | Consultant, ancien entrepreneur Conseiller régional des Pays de la Loire (2001 → 2004) Président de la CC de la Région de Nozay (1995 → 2004) Décédé en fonction                                                       |
| juillet 2004 | mars 2014                    | Thérèse Avril                        | NC-DVD    | Enseignante retraitée |
| mars 2014    | En cours (au 8 février 2022) | Jean-Claude Provost                  | DVD       | Animateur de région Conseiller départemental de Guémené-Penfao (2021 → ) Vice-président de la CC de Nozay |

### Fiscalité
| Taxe                                                | Taux appliqué (part communale) | Recettes dégagées en 2010 et en € |
| --------------------------------------------------- | ------------------------------ | --------------------------------- |
| Taxe d'habitation (TH)                              | 18,97 %                        | 529 000                           |
| Taxe foncière sur les propriétés bâties (TFPB)      | 18,65 %                        | 658 000                           |
| Taxe foncière sur les propriétés non bâties (TFPNB) | 48,11 %                        | 116 000                           |
| Taxe professionnelle (TP)                           | 0,00 %                         | 0                                 |

### Budget[47]
| Évolution de l'endettement (en milliers d'€) | Évolution des dépenses d'équipement (en milliers d'€) : |

### Sécurité, instances judiciaire et administrative
La gendarmerie de Nozay est basée depuis le XIXe siècle dans sa caserne de la route de Nantes, et consiste de nos jours en une brigade territoriale et un peloton de motards. La Communauté de Brigades de Nozay comprend la brigade de Nozay et la brigade de Derval, dépendant elles-mêmes de la compagnie de Châteaubriant. Nozay dispose d'une caserne de pompiers ; ce Centre d'Intervention Secondaire dépend du Groupement de Blain.
La commune dépend de la cour d'appel de Rennes. Pour tous les autres tribunaux et cours (instance, commerce et  prud'hommes), Nozay dépend de la juridiction de Nantes. La maison de justice et du droit la plus proche est implantée à Châteaubriant.

### Intercommunalité
Nozay est le siège de la Communauté de communes de la région de Nozay, qui regroupe 7 communes, représentant une population d'environ 15 000 habitants en 2012 et une superficie de 27 000 hectares. Le conseil communautaire compte 29 élus, et est présidé par Claire Théveniau, maire de Puceul. Avec la communauté de Communes du Castelbriantais et celle de Derval, la CCRN compose le Pays de Châteaubriant.

### Jumelages
La ville de Nozay est jumelée depuis 1991 avec la ville de Broughton, dans le Lincolnshire, cité de 5 000 habitants du nord-est de l'Angleterre.

## Population et société

### Démographie
Selon le classement établi par l'Insee, Nozay est une ville isolée qui est le centre d'un bassin de vie. Elle fait partie de l'aire urbaine et de la zone d'emploi de Nantes. Toujours selon l'Insee, en 2010, la répartition de la population sur le territoire de la commune était considérée comme « peu dense » : 86 % des habitants résidaient dans des zones « peu denses »  et 14 % dans des zones « très peu denses ».

#### Évolution démographique
L'évolution du nombre d'habitants est connue à travers les recensements de la population effectués dans la commune depuis 1793. Pour les communes de moins de 10 000 habitants, une enquête de recensement portant sur toute la population est réalisée tous les cinq ans, les populations de référence des années intermédiaires étant quant à elles estimées par interpolation ou extrapolation. Pour la commune, le premier recensement exhaustif entrant dans le cadre du nouveau dispositif a été réalisé en 2005.

En 2022, la commune comptait 4 280 habitants, en évolution de +3,63 % par rapport à 2016 (Loire-Atlantique : +6,68 %, France hors Mayotte : +2,11 %).
| 1793  | 1800  | 1806  | 1821  | 1831  | 1836  | 1841  | 1846  | 1851  |
| ----- | ----- | ----- | ----- | ----- | ----- | ----- | ----- | ----- |
| 2 051 | 2 030 | 1 724 | 2 216 | 2 678 | 2 758 | 3 002 | 3 037 | 3 369 |

| 1856  | 1861  | 1866  | 1872  | 1876  | 1881  | 1886  | 1891  | 1896  |
| ----- | ----- | ----- | ----- | ----- | ----- | ----- | ----- | ----- |
| 3 439 | 3 692 | 3 805 | 3 791 | 3 857 | 4 154 | 4 157 | 4 170 | 3 978 |

| 1901  | 1906  | 1911  | 1921  | 1926  | 1931  | 1936  | 1946  | 1954  |
| ----- | ----- | ----- | ----- | ----- | ----- | ----- | ----- | ----- |
| 3 966 | 4 068 | 4 140 | 3 708 | 3 528 | 3 509 | 3 338 | 3 382 | 4 631 |

| 1962  | 1968  | 1975  | 1982  | 1990  | 1999  | 2005  | 2006  | 2010  |
| ----- | ----- | ----- | ----- | ----- | ----- | ----- | ----- | ----- |
| 3 349 | 3 242 | 3 237 | 3 158 | 3 050 | 3 156 | 3 497 | 3 581 | 3 835 |

| 2015  | 2020  | 2022  | - | - | - | - | - | - |
| ----- | ----- | ----- | - | - | - | - | - | - |
| 4 087 | 4 216 | 4 280 | - | - | - | - | - | - |

#### Pyramide des âges
La population de la commune est relativement jeune.
En 2018, le taux de personnes d'un âge inférieur à 30 ans s'élève à 36,1 %, soit en dessous de la moyenne départementale (37,3 %). À l'inverse, le taux de personnes d'âge supérieur à 60 ans est de 25,4 % la même année, alors qu'il est de 23,8 % au niveau départemental.
En 2018, la commune comptait 2 006 hommes pour 2 167 femmes, soit un taux de 51,93 % de femmes, légèrement supérieur au taux départemental (51,42 %).
Les pyramides des âges de la commune et du département s'établissent comme suit.
| Hommes | Classe d’âge | Femmes |
| ------ | ------------ | ------ |
| 0,8    | 90 ou +      | 2,9    |
| 6,5    | 75-89 ans    | 10,8   |
| 14,9   | 60-74 ans    | 14,6   |
| 19,4   | 45-59 ans    | 17,8   |
| 19,9   | 30-44 ans    | 20,0   |
| 17,5   | 15-29 ans    | 14,4   |
| 20,9   | 0-14 ans     | 19,5   |

| Hommes | Classe d’âge | Femmes |
| ------ | ------------ | ------ |
| 0,6    | 90 ou +      | 1,8    |
| 6      | 75-89 ans    | 8,6    |
| 15,1   | 60-74 ans    | 16,4   |
| 19,4   | 45-59 ans    | 18,8   |
| 20,1   | 30-44 ans    | 19,3   |
| 19,2   | 15-29 ans    | 17,4   |
| 19,5   | 0-14 ans     | 17,6   |

### Enseignement
Nozay dépend de l'académie de Nantes. En 2014, la ville recensait 1 500 élèves. La commune compte deux écoles maternelles et élémentaires publiques, une école privée maternelle et élémentaire, deux collèges (un privé, et un public). Les collégiens peuvent ensuite s'inscrire dans les lycées de Nantes, Blain, Châteaubriant et Redon. La commune possède aussi un centre de Formation en agro-équipement et un Centre de Formation Professionnelle Pour Adultes (CFPPA).

### Santé
Nozay dispose d'un hôpital local avec un secteur personnes âgées. Celui-ci comprend la maison de retraite La Chesnaie avec 71 logements individuels, et une unité de soins de longue durée d'une capacité d'accueil de 32 lits. Un Pôle Médico-Social (PMS) regroupant une quarantaine de professionnels médico-sociaux a ouvert ses portes en avril 2015.

### Culture
Nozay dispose d'un cinéma, d'une bibliothèque intercommunale, d'un office de tourisme, de plusieurs salles municipales pour l'organisation de réunions ou de fêtes, et d'un cybercentre pour le public désireux de se familiariser avec l'informatique. Marché le jeudi matin et samedi matin. À destination des jeunes, la commune bénéficie d'une Résidence Jeunes pouvant loger jusqu'à 37 jeunes travailleurs, d'un centre socio-culturel (La Mano), d'un Relais Petite Enfance (RAM), d'un Multi-Accueil pour les enfants (Le Manège Enchanté). Le secteur associatif est très actif, avec 65 associations, tant professionnelles, que scolaires, culturelles, sportives, pour les loisirs, ou pour les services (comme la Croix-Rouge, les Restos du cœur).

### Sports

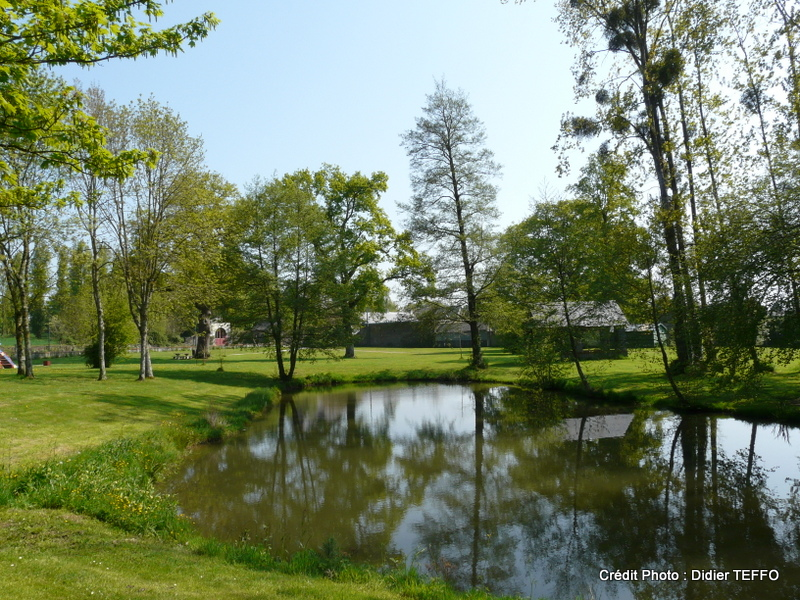
Jardin public.

La salle des sports de La Chesnaie dispose d'une grande salle accueillant la pratique de nombreux sports, d'un grand mur d'escalade, d'une salle consacrée aux arts martiaux (judo, aikido, karaté), et d'une salle de remise en forme. Le football est pratiqué sur deux stades communaux, le BMX sur le terrain de Moque-Souris, le tennis sur courts intérieurs et extérieurs, l'athlétisme sur le stade de la route d'Abbaretz. La commune dispose aussi d'une piscine découverte, d'un skate-park et d'un minigolf sur le site des Étangs, ainsi que du site du jardin public pour la détente des nozéens.
De nombreux clubs sportifs existent, outre ceux évoqués au-dessus : handball, basket-ball, badminton, tennis de table, gymnastique, randonnée, danse, tai-chi-chuan, volley-loisir, moto-cross, VTT.

### Médias
En plus des journaux quotidiens régionaux (Ouest-France et Presse-Océan), il existe deux hebdomadaires : L'Éclaireur et La Mée, tandis que la mairie édite une lettre d'information municipale (le Flash-Infos).
Sur Internet, on trouve une web télé de pays : Pulceo, et un site d'informations du Pays de Châteaubriant, Châteaubriant Actualités, alors que Radio Château sur 99.7 FM est la station de radio locale.

### Cultes

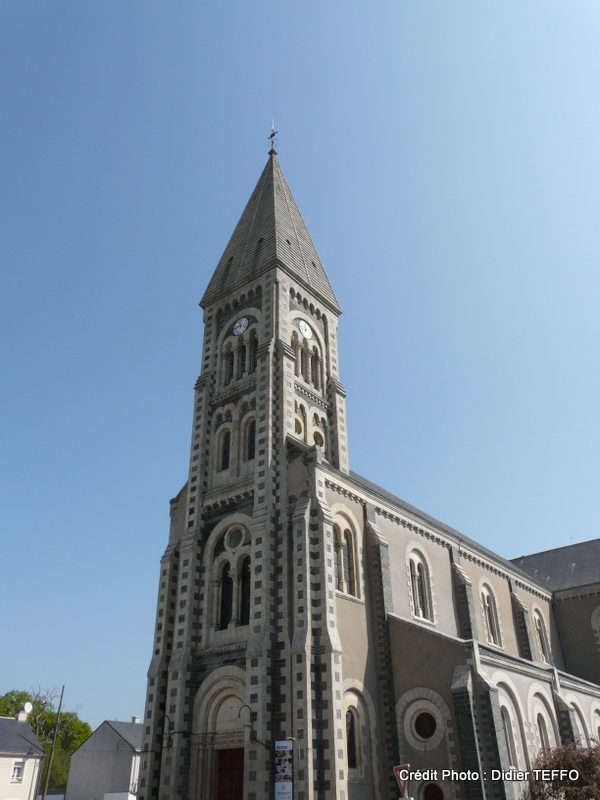
Église Saint-Pierre-aux-Liens.

Nozay compte un lieu de culte consacré à la pratique de la religion catholique : l'église Saint Pierre-aux-Liens. Le territoire de la commune fait partie de la paroisse Saint Clair en Pays Nozéen, membre de la zone pastorale de Châteaubriant, qui dépend du diocèse de Nantes (province ecclésiastique de Rennes).

## Économie-Logement

### Formation et revenus de la population
En 2006, la part des Nozéens (non-scolarisés) ayant un diplôme supérieur au baccalauréat est de 27,6 %, pour 28,5 % ayant un CAP ou un BEP. 19,2 % de ces Nozéens n'ont aucun diplôme. En 2006, le revenu fiscal médian par ménage était de 16 883 €, pour un impôt moyen de 413 €. À cette date, 58,2 % des actifs nozéens travaillaient dans le département hors de la commune, dont 6,1 % en Ille-et-Vilaine.

### Emploi
En 2006, 2 192 Nozéens étaient considérés comme actifs, c'est-à-dire ayant entre 15 et 64 ans. Les actifs ayant un emploi représentaient 69 % de la population et 25 % étaient comptabilisés comme inactifs (retraités, étudiants, et autres).
La même année, l'Insee recense 131 chômeurs, ce qui donne un taux de chômage de 6 % pour la commune contre 9 % pour le département.
Répartition des emplois par domaines d'activité en 2006
|                              | Agriculture | Industrie-construction | Tertiaire | Dont commerce | Dont services |
| ---------------------------- | ----------- | ---------------------- | --------- | ------------- | ------------- |
| Nozay                        | 8 %         | 25,4 %                 | 66,6 %    | 9,9 %         | 12,5 %        |
| Moyenne nationale            | 3,48 %      | 15,40 %                | 6,45 %    | 13,32 %       | 61,40 %       |
| Sources des données : Insee. |             |                        |           |               |               |

Répartition des emplois par catégories socioprofessionnelles en 2006
|                              | Agriculteurs | Artisans, commerçants, chefs d'entreprise | Cadres, professions intellectuelles | Professions intermédiaires | Employés | Ouvriers |
| ---------------------------- | ------------ | ----------------------------------------- | ----------------------------------- | -------------------------- | -------- | -------- |
| Nozay                        | 6,3 %        | 6,5 %                                     | 9,4 %                               | 21,8 %                     | 30,8 %   | 25,2 %   |
| Moyenne Nationale            | 2,4 %        | 6,4 %                                     | 12,1 %                              | 22,1 %                     | 29,9 %   | 27,1 %   |
| Sources des données : Insee. |              |                                           |                                     |                            |          |          |

### Entreprises, commerces, exploitations agricoles
En 2006, Nozay comptait 183 établissements actifs, dont 19 dans l'industrie, 18 dans la construction, 28 dans le commerce et 118 dans les services ; l'industrie étant dominée par l'agroalimentaire et la plasturgie.
Concernant les exploitations agricoles, 51 étaient recensées en 2008, exploitant 3 665 hectares agricoles, et la moitié étaient spécialisées dans la production de lait de vache.

### Logement
Nozay comptait 1 629 logements en 2006, d'après une étude de l'Insee. Les résidences principales représentaient 90,8 % des logements, réparties à 83 % en maisons individuelles et à 16,6 % en appartements. Après n'avoir augmenté que de 20 % entre 1968 et 1990, le nombre de résidences principales bondissait de 30 % en une quinzaine d'années. Dans le même temps, le nombre de résidences secondaires diminuait de moitié ; ces deux données traduisant l'essor démographique de la commune. De fait, Nozay a vu entre 1975 et 2006 la construction de plusieurs lotissements, de taille modeste, mais qui conjugués aux maisons neuves individuelles, représentaient alors 30 % du parc résidentiel. Les constructions antérieures à 1949 représentaient quant à elles 50 % du parc, majoritairement de vieilles bâtisses en pierre de pays.
En 2006, la plupart des habitations possédaient  5 pièces ou plus (42,8 %), celles avec 3 ou 4 pièces atteignaient cumulées 46 % ; les petits logements étaient donc peu nombreux. Nozay possède par conséquent des logements de taille importante du fait de la réhabilitation en logements d'anciennes fermes, et du fait d'un espace immobilier non restreint, permettant de grandes constructions. Enfin, 68 % des résidents nozéens étaient propriétaires de leur logement en 2006, et depuis des périodes supérieures à 20 ans.